# Eisblume
Eisblume fue una banda de pop rock de la capital alemana, Berlín. Sus componentes son Sotiria Schenk, alias "Ria" (cantante), Christoph Hessler (guitarra), Philipp Schardt (bajo), Philipp Schadebrodt (batería), y Golo Schultz (teclado). En el verano de 2008 la banda tocó como teloneros de la banda alemana Ich + Ich, ganándose así el cariño de muchos fanes.
En la primavera de 2009 apareció como cabecera de cartel en su gira. como también en 2009 participaron como banda de soporte para la Banda de Gothic Metal Lacrimosa en su Sehnsucht Tour Germany 2009
El video, Eisblumen, creado por la productora de cine Kaktus Films optó por un premio ECHO en la categoría de Mejor Video Nacional. El canal de televisión VIVA da un total apoyo integral de los medios al grupo.

## Estilo
La banda se basó en el estilo manga/anime, uno de los estilos más populares en Alemania en la actualidad. El 12 de enero de 2008 Universal Music creó, junto al portal de manga/anime más grande de Alemania, Animexx.de, un concurso de diseño de personajes. El ganador sería elegido personalmente por la cantante Ria para crear el próximo video.
Diez meses después del plazo, a tan solo 2 meses del lanzamiento, se anunció que ninguno de los diseños podrían utilizarse como "perfil artístico de Ria". El ganador recibió una invitación para una actuación en directo de la cantante Ria en el canal de música alemán VIVA.

## Letras
Hasta el momento, la banda no posee los derechos de ninguna de las canciones, todas han sido compuestas por los compositores ajenos a la banda. Los derechos de autor de Unter dem Eis están repartidos en 3 equipos distintos.
La colaboración de Michael, también conocido como Bodenski, de la banda de folk metal Subway to Sally, es una mera coincidencia según su propio testimonio. Ria escuchó la versión original de Eisblumen en un evento, y solicitó un permiso para poder hacer una versión, también escribió la letra de la canción Unter dem Eis.

## Recorrido
- El 16 de enero de 2009, vio la luz su primer single, Eisblumen (Flores heladas o flores de hielo), versión de una canción de la banda Subway to Sally. El videoclip fue rodado con personajes anime. Eisblumen en Youtube
- El 24 de abril de 2009, la banda sacó su segundo single al mercado, Leben ist schön (La vida es bonita). Según contó Ria, esta canción es una muestra de ánimo a las personas que piensan en suicidarse, sea cual sea la forma, y trata de infundirles valor para no cometer tal acto. El videoclip fue rodado con personajes anime, intercalando en algunos momentos fragmentos de Ria Leben ist schön en Youtube
- El 6 de noviembre de 2009, salió el tercer (y hasta el momento último) single de la banda al mercado, Louise, una canción de amor y desamor. En su videoclip, podemos observar a una Ria fantasmal, que trata de impedir que Louise acabe con su vida. Louise video
- El 6 de marzo de 2009, Eisblume puso a la venta su primer álbum de estudio, con el nombre de Unter Dem Eis (Bajo el hielo)

Contenido del disco:

### Standard Edition
| N.º | Título | Duración |  |

## Críticas
Los críticos acusan a la banda de utilizar el Manga, y basarse en una cultura emo para atraer una abundante fuente de ingresos. Eisblume hacía un marketing agresivo, utilizando redes sociales como MySpace, StudiVZ, etc.
A menudo, el estilo, la música y la voz de la cantante Ria son comparados con los de otros artistas, como LaFee, Silbermond, Rosenstolz, Juli, Cinema Bizarre y Angelzoom; de hecho, tres de los grupos -Silbermond, Angelzoom y Cinema Bizarre- tienen el mismo grupo de producción.
Los medios de comunicación aseguran que la versión de Eisblumen del grupo Subway to Sally se ha ganado varias reacciones negativas de los fans de este grupo. Por ello, el perfil de la cantante Ria fue en repetidas ocasiones objeto de insultos y agresiones en StudiVZ.
El grupo que han clasificado como estilísticamente indeciso y tras las distintas críticas sobre sus 'letras sentidas' y 'textos cortos' es considerado un grupo musical para jóvenes de entre 12 hasta 16 años de edad.